# Rosyjski Związek Narodowy Uczestników Wojny
Rosyjski Związek Narodowy Uczestników Wojny (ros. Русский Национальный Союз Участников Войны, RNSUW) – rosyjska emigracyjna organizacja antykomunistyczna o charakterze polityczno-wojskowym działająca w 2 poł. lat 30. XX w.

## Zarys działalności
Organizacja została założona 16 lipca 1936 r. w Paryżu przez b. generała armii rosyjskiej i wojsk białych Antona W. Turkula. Działał on wcześniej w Rosyjskim Związku Ogólnowojskowym (ROWS). Jednakże rozczarował się jego niewielką aktywnością i obowiązującą zasadą nie mieszania się wojska do polityki. Dewizą RNSUW było "Bóg-Naród-Społeczna Sprawiedliwość". Opowiadał się on za faszystowską monarchią. Z tym, że traktował słowo faszyzm raczej jako odmianę nacjonalizmu. Dążył do scentralizowania białej emigracji rosyjskiej, aby – nie czekając na wewnętrzny przewrót w ZSRR – stworzyć jednolity ruch wyzwoleńczy. Po wybraniu głównodowodzącego przyszłej armii i postawieniu go na czele wspomnianego ruchu należało zaatakować Związek Radziecki w celu obalenia władzy stalinowskiej. Organami prasowymi RNSUW były pisma "Военный журналист" (przemianowany później na "Всегда за Россию") i "Сигнал". W 1937 r. wraz z Rosyjskim Związkiem Imperialnym i Narodowym Związkiem Pracujących powołał on w Paryżu Centrum Narodowe. Z kolei w 1938 r. RNSUW wszedł w skład Frontu Narodowego, grupującego ponadto Rosyjską Partię Faszystowską, Rosyjski Ruch Narodowy i Społeczny, Rosyjski Związek Narodowy w Ameryce i grupę działaczy emigracyjnych skupionych wokół pisma "Голос России". Do 1939 r. RNSUW rozszerzył swoją działalność na różne państwa Europy i Ameryki Południowej. Jego oddziały powstały – oprócz Francji – w Belgii, Niemczech, Czechosłowacji, Jugosławii, Grecji, Albanii, Argentynie i Urugwaju. W tym czasie centrum działalności organizacji zostało przeniesione do Berlina. Wybuch II wojny światowej RNSUW uznał za dogodny moment do przygotowania zbrojnej interwencji w ZSRR. Jednakże jeszcze tego samego roku władze III Rzeszy rozwiązały miejscowy oddział RNSUW, co doprowadziło do zakończenia działalności całej organizacji.

## Władze organizacji
- przewodniczący – gen. mjr Anton W. Turkul
- zastępca przewodniczącego – Piotr N. Szczabelski-Bork
- przedstawiciel Głównego Zarządu – ppłk W.W. Czernoszczekow
- przedstawiciel Biura Politycznego – kornet G.P. Apanasenko
- redaktor pisma "Сигнал" – płk Nikołaj W. Piatnicki